# Podrap mnie w plecy
Podrap mnie w plecy – komedia muzyczna z 1966 r. w której główną rolę gra Elvis Presley. To jego trzeci i zarazem ostatni film nakręcony na Hawajach.

## Obsada
- Elvis Presley jako Greg „Rick” Richards
- Suzanna Leigh jako Judy Hudson
- James Shigeta jako Danny Kohana
- Donna Butterworth jako Jan Kohana
- Philip Ahn jako Moki Kaimana
- Marianna Hill jako Lani Kaimana
- Irene Tsu jako Pua
- Linda Wong jako Lehua Kawena
- Julie Parrish jako Joanna

## Fabuła
Hawaje. Pilot helikoptera Greg „Rick” Richards, razem ze swoim przyjacielem Dannym, zakłada firmę turystyczną, specjalizującą się w czarterowych lotach na wyspy archipelagu. By zdobyć klientów namawia trzy znajome dziewczyny, które pracują w różnych ośrodkach wypoczynkowych, by polecały turystom ich firmę. W międzyczasie Danny zatrudnia sekretarkę, Judy Hudson. Podczas jednego z lotów, Rick przypadkiem traci kontrolę nad maszyną i wywołuje zamieszanie wśród miejscowych plantatorów. Naraża się też nieprzejednanemu urzędnikowi, Donaldowi Baldenowi, który za tak lekkomyślne latanie chce odebrać mu licencję pilota. Wraz ze wspólnikiem i oddaną sekretarką, Judy postanawia zrobić wszystko, by do tego nie dopuścić. Kiedy jednak Danny razem z córką Jan długo nie wracają z lotu, Rick pomimo groźby utraty licencji, postanawia zaryzykować i odnaleźć przyjaciela.

## Produkcja
Film miał kilka roboczych tytułów m.in. „Polinezyjski raj”, „Hawajski raj” i „Polinezyjskie wakacje”. Jednak niezależnie od nazwy w filmie widać, że jego akcja rozgrywa się rajskich sceneriach. Zdjęcia kręcono w Honolulu, w hotelu Sheraton na wyspie Maui, na wybrzeżu Kona, a nawet w polinezyjskim centrum kultury na Oʻahu, gdzie Hawajczycy kultywują swoją kulturę, muzykę i zwyczaje.
Po rozpoczęciu przygotowań do produkcji Elvis przez kilka dni chorował, przez co nie mógł nagrać ścieżki dźwiękowej. Producenci zdecydowali się więc zarejestrować samą muzykę, a później dodać do niej wokal. 2 sierpnia 1965 r. Presley poczuł się na tyle dobrze, że stawił się w studiu nagraniowym, a trzy dni później poleciał z ekipą filmową na Hawaje. Tam przez prawie miesiąc kręcono najważniejsze ujęcia.
Główne zdjęcia do filmu zakończono 30 września. Niedługo potem Elvis wrócił do domu w Memphis. Premiera odbyła się w Nowym Jorku 6 lipca 1966 r. W rankingu magazynu Variety film znalazł się na 40 miejscu.

## Ciekawostki
- Kilka dni po tym jak produkcję przeniesiono na stały ląd, 27 sierpnia 1965 r. członkowie zespołu The Beatles spotkali się z Elvisem. W tym historycznym spotkaniu wzięła udział tylko mała grupa jego najbliższych i przyjaciół.
- W 1961 r. Elvis zagrał na Hawajach charytatywny koncert, z którego zyski przeznaczył na budowę USS Arizona Memorial, pomnika pamięci o ofiarach japońskiego ataku na Pearl Harbor. Kiedy po kilku latach kręcił na wyspach Podrap mnie w plecy, razem z ojcem Vernonem i menedżerem Tomem Parkerem odwiedził U.S.S. Arizona Memorial, i wspólnie z nimi złożył tam wieniec goździków.